# Rzeszów Pobitno
Rzeszów Pobitno – przystanek osobowy w Rzeszowie, w województwie podkarpackim, w Polsce. Przystanek funkcjonuje od 11 czerwca 2023, kiedy to uruchomiono go wraz z letnią korektą rozkładu połączeń. Znajduje się przy ul. Załęskiej. Początkowo miał mieć nazwę Rzeszów Wschodni, jednak po konsultacjach społecznych ustalono nazwę Rzeszów Pobitno.